# Erich Körting
Karl Erich Körting (* 22. Januar 1902 in Törten bei Dessau; † 21. August 1978 in Dernbach) war ein deutscher SS-Obersturmbannführer, der als Kommandeur des Sonderkommandos 7c („Vorkommando Moskau“) am Mord an den Juden in der besetzten Sowjetunion beteiligt war.

## Leben
Erich Körting trat zum 1. Mai 1929 in die NSDAP (NSDAP-Mitgliedsnummer 126.764) und im selben Jahr in die SS ein (SS-Nummer 3.395). Er war ab Anfang 1933 Bezirksleiter des SD mit Sitz in Dessau, vorerst nur als SD-Mitarbeiter. Erst später wurde ihm rückwirkend der Status eines SD-Mitgliedes erteilt. 1937/38 war Körting Leiter der „Hauptabteilung Inland“ (Amt II) beim SD-Oberabschnitt „Elbe“ mit Sitz in Dresden. Wegen eines chronischen Herzleidens war er dort vom Dienstsport befreit.
Ab September 1941 leitete er als Nachfolger von Waldemar Klingelhöfer das „Vorkommando Moskau“, das beim Überfall auf die Sowjetunion Teil der Einsatzgruppe B war. Das Sonderkommando war für die Besetzung Moskaus vorgesehen. Nachdem die Wehrmacht Moskau nicht einnehmen konnte, wurde die Einheit in Sonderkommando 7c umbenannt. Das Sonderkommando unter der Führung von Körting verübte Massenmorde an Juden und Politkommissaren im Gefolge der Heeresgruppe Mitte, besonders im Raum Smolensk. Im Dezember 1941 wurde Körting durch Wilhelm Bock abgelöst. Es sind zwei Einsatzgruppenberichte überliefert, in denen die Einsätze und Opfer von Körtings Sonderkommando genannt sind: Ereignismeldung UdSSR Nr. 125 vom 26. Oktober 1941 und Nr. 133 vom 14. November 1941.